# Poix-de-Picardie
Poix-de-Picardie település Franciaországban, Somme megyében. Lakosainak száma 2293 fő (2022. január 1.). Poix-de-Picardie Dargies, Blangy-sous-Poix, Croixrault, Éplessier, Équennes-Éramecourt, Guizancourt, Lachapelle és Sentelie községekkel határos.

## Népesség
A település népességének változása:
| Lakosok száma | 2402 | 2438 | 2408 | 2385 | 2358 | 2332 | 2313 | 2293 |
|               | 2015 | 2016 | 2017 | 2018 | 2019 | 2020 | 2021 | 2022 |